# Finski građanski rat
Finski građanski rat (fin. Suomen sisällissota, kansalaissota, šve. Finska inbördeskriget) bio je rat između finskih proboljševičkih pristaša, t.zv. Crvenih (fin. punaiset, šve. röda, Finska socijaldemokratska stranka koju je vodilo Narodno zastupstvo Finske), i vladinih antisocijalista Bijelih (fin. valkoiset, šve. vita), kojima je zapovijedao barun Mannerheim.
Trajao je od 27. siječnja 1918. do 15. svibnja 1918. godine. 
Pristaše Crvenih bili su uglavnom među industrijskim i poljodjelskim radnicima, a podupirala ih je Ruska Sovjetska Republika. Bijeli su pristaše imali među seljaštvo te srednjim i višim slojem, posebice među gornjim slojevima finskih Šveda. Potporu su imali iz Njemačkog Carstva. Crveni su imali sjedišta u gradovima i industrijskim središtima južne Finske, a Bijeli su nadzirali središnju i sjevernu Finsku koja je bila više seoska. Pobijedili su Bijeli. Poginulo je 37.000 osoba od 3 milijuna stanovnika.

## Povijest
Finska je bila pod Ruskim Carstvom od 1809. godine. Okolnosti prvih desetljeća 20. stoljeća omogućile su im poći u borbu za neovisnost. Rusija je bila iscrpljena unutarnjim nemirima i višedesetljetnim ratovima. Kad je ožujka 1917. zbačena vlast cara Nikole II. Finski parlament donosi odluku kojom se izvršna vlast prenosi na Parlament. Ruska vlada pod vodstvom Aleksandra Karenskija ne priznaje tu odluku nego u jesen 1917. raspisuje nove izbore. Finski socijalisti koji na izborima gube većinu ne priznaju valjanost tih izbora. U studenom iste godine ljevičarski ekstremisti, boljševici koje je vodio Vladimir Iljič Lenjin, podižu revoluciju u Rusiji i preuzimaju vlast. Prvi svjetski rat protiv Njemačke, doveo je Rusiju u teško stanje, na bojištu poraz za porazom, iscrpljenost i nezadovoljstvo bili su prava prigoda koju se nije smjelo propustiti. Finski parlament (landtag) koji je vodio P. E. Svinhuvud proglašava 6. prosinca 1917. neovisnost Finske, koja je dotad bila posebno upravno tijelo, Veliko Kneževstvo Finsko. Sovjet Narodnih Komesara u Moskvi odmah prihvaća nezavisnost Finske. 4. siječnja 1918. Sovjeti i službeno priznavaju neovisnost Finske iako je u Finskoj i dalje ostalo podosta postrojbi Ruske vojske.
Stvari su se odmah zakomplicirale podjelom unutar Finaca. Da bi se održao red deničarske stranke osnivaju "zaštitne odrede" a crveni odgovaraju s "crvenom gardom".  Dana 26. siječnja von Mannerheim preuzima komandu nad bijelim zaštitnim odredima koje senat proglašava regularnom finskom vojskom. Dan kasnije 27. siječnja Mannerheim započinje s razoružavanjem ruskih garnizona u zapadnoj Finskoj bez većih problema. Crveni u tom dijelu zemlje nisu se protivili toj operaciji, pa je zapadna i sjeverna Finska pala u ruke bijelih. Tako je Wasa postao glavni grad za vrijeme građanskog rata. 
Bez da je znao nešto o događajima na zapadu zemlje zapovjednik crvene garde u Helsinkiju izdaje istoga dana zapovijed za uhićenje finske vlade, a vlast preuzima Finski narodni komesarijat. Počela je revolucija. Komesarijat proglašava 28. siječnja Finsku socijalističku radničku republiku, ali je većina senata uspjela pobjeći u Wasu. Sukobili su se radikalni socijalisti koji su bili pristaše ruskih boljševika i vladini protusocijalisti. Crveni su kontrolirali južni dio zemlje dok su bijeli kontrolirali zapadni i sjeverni dio Finske. Po ugledu na Rusiju, crveni su po boljševičkom obrascu uveli teror te zlostavljali i ubijali civile, s ciljem potpaljivanja revolucije kakva je već provedena u Rusiji.
U Finskoj je od ranije djelovao tajni pokret za osamostaljenje Finske. Pokret je potajno poslao u Njemačku gotovo 2000 mladića na vojnu naobrazbu. Već sredinom veljače 1918. njemačko izvježbani "Lovački bataljun" vraća se pod zapovjedništvo von Manerheima, što je bijelima donijelo osjetno pojačanje. Sredinom ožujka general Mannerheim kreće s 'Bijelom vojskom' (fin. Suojeluskunta, šve. 'Skyddskår, Finski zaštitni korpus) u protuofanzivu. Cilj ofanzive bio je oslobađanje Tamerforsa kao jakog crvenog uporišta. Već 4. travnja pada Tammerfors a bijeli odmah uvode prijeke sudove i masovno se obračunavaju s pobijeđenima. Snagama Bijelih potporu je dala Njemačka koja je istovremeno bila i zaraćena strana u Prvom svjetskom ratu. Car Vilim II. poslao je finskoj Bijeloj vojsci pomoć. Već 3. ožujka iskrcale su se prve jedinice "Ostseedivizije" kod Hangöa. Dana 3. travnja 1918. iskrcan je ostatak divizije. Nakon teških borbi, Nijemci i Mannerheimove snage od 16 tisuća ljudi 13. travnja zauzimaju Helsingfors (Helsinki). Nakon kapitulacije crvenih u Helsinkiju, Revolucionarni narodni komesarijat bježi u Viborg. Nakon Helsinkija njemačke snage nastavljaju napredovanje i nakon zauzimanja Lahtija spajaju se sa snagama bijelih sa zapada. Nakon teških borbi 23. – 29. travnja bijeli zauzimaju i Viborg. Konačno 5. svibnja kapituliraju i zadnje snage crvenih kod Pyttisa i time završavaju ratne operacije.
General Mannerheim ulazi 16. svibnja svečano sa svojim trupama u Helsinki i time je rat okončan. Poginulo je 3400 crvenih i 3100 bijelih, 600 Rusa i 300 Nijemaca. U teroru koji je sprovođen nakon rata strijeljano je više od 7000 crvenih, a u logorima je još, od glada i bolesti, pomrlo više od 11000 ljudi.
Važne bitke ovog rata bile su bitka za Tampere, bitka za Viborg, bitka za Lahti, bitka za Helsingfors.
Njemačka intervencija utjecala je na odluku finskih konzervativnih snaga kad su izabirali ustavnog monarha. Prvo je ponuđeno njemačkom kraljeviću Fridriku iz dinastije Hessen. No to je bilo u zadnjih tjedana Prvog svjetskog rata. Za mjesec dana Središnje su sile molile za mir. Car Wilhelm je abdicirao te je izgledalo sigurno da pobjednička Antanta neće blagonaklono gledati na njemačkog kraljevića na finskom prijestolju. Fridrik je stoga abdicirao već 14. prosinca. 
Iako je general Mannerheim, načelno, bio za to da Finska uđe u Bijeli savez za rušenje Sovjetskog Saveza koji je iz Pariza organizirao Ruski savjet u egzilu i neke zapadnoeuropske sile, Finska je odbila zahtjev da Bijela kontrarevolucionarna vojska koristi finski teritorij za napad na Petrograd, jer Ruski savjet u egzilu nije želio garantirati Finsku neovisnost. Versajskim mirom iz lipnja 1919. Finskoj je priznata neovisnost, a već u srpnju finski je parlament prihvatio republikansko uređenje države. 

## Vanjske poveznice
|  | Zajednički poslužitelj ima još gradiva o temi Finski građanski rat |